# Thalassoma quinquevittatum
Thalassoma quinquevittatum là một loài cá biển thuộc chi Thalassoma trong họ Cá bàng chài. Loài này được mô tả lần đầu tiên vào năm 1839.

## Từ nguyên
Từ định danh quinquevittatum trong tiếng Latinh có nghĩa là "có 5 dải sọc" (quinque: "số năm" + vittatus: "có vệt, dải sọc"), hàm ý có lẽ đề cập đến số lượng các dải màu xanh lục và màu tía trên cơ thể của loài cá này.

## Phạm vi phân bố và môi trường sống
T. quinquevittatum có phạm vi phân bố rộng rãi trên khắp Ấn Độ Dương - Thái Bình Dương. Loài này được ghi nhận theo bờ biển Đông Phi trải dài đến Nam Phi, bao gồm Seychelles; từ vùng biển phía nam Ấn Độ, T. quinquevittatum xuất hiện tại các đảo quốc thuộc Nam Á, trải dài đến đảo Giáng Sinh và quần đảo Cocos (Keeling), xuống phía nam đến bờ biển Tây Úc, bao gồm những bãi cạn và rạn san hô vòng ngoài khơi; từ biển Andaman, phạm vi của loài này mở rộng đến hầu hết vùng biển các nước Đông Nam Á, ngược lên phía bắc đến đảo Đài Loan và vùng biển Nam Nhật Bản, về phía nam đến rạn san hô Great Barrier và bờ biển Đông Úc (bao gồm đảo Lord Howe ngoài khơi); ở phía đông, T. quinquevittatum được ghi nhận tại nhiều đảo quốc và quần đảo thuộc châu Đại Dương (bao gồm cả quần đảo Hawaii).
T. quinquevittatum sống gần các rạn san hô viền bờ và trong các đầm phá ở độ sâu đến ít nhất là 40 m.

## Mô tả

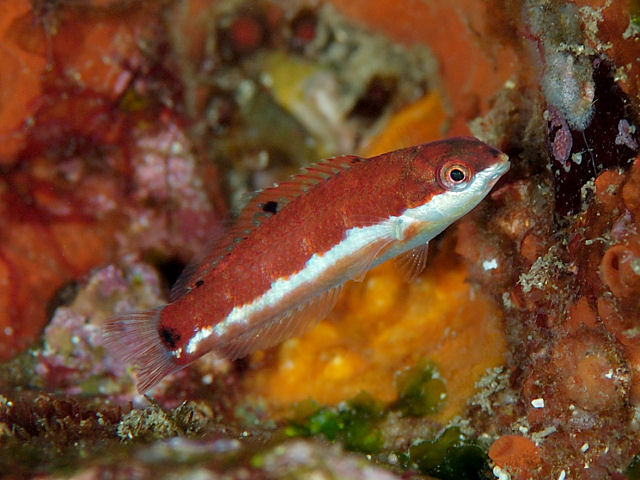
Cá con T. quinquevittatum

T. quinquevittatum có chiều dài cơ thể tối đa được ghi nhận là 17 cm. Như những loài Thalassoma khác, T. quinquevittatum là một loài lưỡng tính tiền nữ (protogynous hermaphrodite), nghĩa là tất cả cá con đều phải trải qua giai đoạn trung gian là cá cái trước khi biến đổi hoàn toàn thành cá đực.
T. quinquevittatum có màu xanh lục với hai dải sọc ngang màu hồng tím theo chiều dài cơ thể. Đầu với các dải vệt màu xanh lục và hồng tím xen kẽ; ở cá đực, đầu sẫm màu tía hơn. Cá đực mùa sinh sản ánh màu vàng tươi ở hai bên thân. Đuôi hơi bo tròn ở cá con và lõm dần với hai thùy dài ở cá đực trưởng thành; hai thùy đuôi màu đỏ hồng. Cá con có các đốm đen dọc vây lưng.
Số gai ở vây lưng: 8; Số tia vây ở vây lưng: 13; Số gai ở vây hậu môn: 3; Số tia vây ở vây hậu môn: 11; Số tia vây ở vây ngực: 15 - 17.

## Sinh thái và hành vi
Thức ăn của T. quinquevittatum là các loài thủy sinh không xương sống, chủ yếu là tôm cua, động vật thân mềm, nhím biển và cả những loài cá nhỏ hơn. Như hầu hết những loài Thalassoma khác, T. quinquevittatum có thể sinh sản theo một nhóm lớn.
T. quinquevittatum được ghi nhận là đã lai tạp với các loài họ hàng là Thalassoma duperrey (Hawaii và đảo Johnston), Thalassoma jansenii (tại biển Banda, Indonesia) và Thalassoma nigrofasciatum (rạn san hô Holmes trên biển San Hô).
Trong một khảo sát, người ta nhận thấy sự xuất hiện của T. quinquevittatum có thể đe đọa đến sự sống của Thalassoma hardwicke. Cả hai loài này đều có cùng phạm vi phân bố và là những loài cạnh tranh với nhau. Tỉ lệ sống sót của T. hardwicke cao hơn gấp 2,3 lần ở những khu vực không có T. quinquevittatum so với những khu vực có mặt của T. quinquevittatum.

## Thương mại
T. quinquevittatum được xem là một loài cá cảnh, và được đánh bắt nhằm mục đích thương mại.